# Les Vernets
Les Vernets est le nom d'un quartier de la ville de Genève (Suisse). C'est un sous-secteur du quartier des Acacias situé sur la rive gauche de l'Arve. Il fait partie de l'ancienne commune de Plainpalais qui a été intégrée à la ville après une votation tenue en mai 1930.
Aujourd'hui, le quartier est essentiellement industriel. Il abrite notamment le quartier général de Rolex et le centre sportif des Vernets (complexe abritant patinoires et piscines). 
Les Vernets sont reliés au reste de la ville de Genève par les ponts des Acacias (en amont) et Saint-Georges (en aval), ainsi que par le Pont Hans-Wilsdorf.
Ce secteur, avec la Praille et les Acacias, fait partie d'un vaste projet de réaménagement et de développement lancé en 2005 par la Fédération des architectes suisses et repris en 2007 par le Conseil d'État  en partenariat avec les CFF.

## Patinoire des Vernets
Dans le quartier se trouve la patinoire des Vernets, principalement utilisée pour le hockey sur glace, qui est la patinoire officielle du Genève-Servette Hockey Club. La patinoire est inaugurée en 1958 et depuis la rénovation de 2011, elle peut contenir 7 382 spectateurs.

## Ancienne caserne des Vernets
De 1964 à 2019, une caserne de l'armée suisse est installée aux Vernets, face à la patinoire, et constitue avec elle l'un des éléments emblématiques du quartier. À la suite d'un accord entre le canton de Genève et l'armée, elle est désaffectée à l'été 2019 et progressivement détruite pour faire place à un quartier résidentiel, qui devrait sortir de terre au milieu des années 2020.